# Produttività marginale
La produttività marginale, o prodotto marginale di un fattore produttivo, è definibile come l'incremento di produzione (ΔQ) che risulta da aumenti al margine dall'impiego di un certo fattore (Δxi), costante la quantità degli altri. È un concetto cardine della teoria neoclassica della produzione in economia, di cui l'economista napoletano Enrico Barone è considerato il padre.

## Definizione
In termini informali, la produttività marginale di un fattore può definirsi come l'aumento di output ricollegabile all'impiego di una unità aggiuntiva di un fattore produttivo, lasciando invariati tutti gli altri input. Ad esempio, in un'impresa che produce in un giorno 100 paia di scarpe utilizzando vari macchinari e 20 lavoratori, se l'assunzione di un lavoratore aggiuntivo porta la produzione giornaliera a 104 paia di scarpe, la produttività marginale del lavoro sarà pari a 4. 
In modo più formale, data una funzione di produzione Q delle quantità di input (x1,x2,...,xn), la produttività marginale del fattore xi è data dalla sua derivata parziale rispetto ad xi:
(1) {\displaystyle \ Q_{i}={\frac {\partial Q(\mathbf {x} )}{\partial x_{i}}}(>0)}

## L'assunto di produttività marginale decrescente
Al concetto di produttività marginale risulta strettamente collegato l'assunto di produttività marginale decrescente. In pratica si assume che la produttività marginale di un fattore, dopo un certo livello di impiego del fattore stesso, tenda a diminuire al crescere del livello assoluto di impiego del fattore. Formalmente questo comporta assumere che:
(2) {\displaystyle Q_{ii}={\frac {\partial ^{2}Q(x_{1},x_{2},\ldots ,x_{n})}{\partial x_{i}^{2}}}<0}
Queste due ipotesi implicano che la funzione di produzione sia monotona crescente e concava rispetto all'impiego dei singoli fattori, almeno dopo quel livello di impiego dopo il quale prevalgono i rendimenti decrescenti per il fattore. 
Solitamente si assume anche che:
(3) {\displaystyle \ \lim _{x_{i}\rightarrow 0}Q_{i}=+\infty }
(4) {\displaystyle \ \lim _{x_{i}\rightarrow +\infty }Q_{i}=0}
Il concetto di produttività marginale decrescente svolge nella teoria della produzione neoclassica la stessa funzione svolta dall'assunzione di utilità marginale decrescente nella teoria del consumo neoclassica.
È importante osservare come, l'assunzione di produttività marginale decrescente sia condizione necessaria ma non sufficiente per la quasi-concavità della funzione di produzione, la proprietà per cui la funzione è caratterizzata da isoquanti convessi.

## L'ipotesi di produttività marginale decrescente dei fattori
L'ipotesi di produttività marginale decrescente può essere considerata la generalizzazione marginalista della teoria classica della rendita differenziale, formulata in modo indipendente nel 1815 da Thomas Malthus e Edward West, e poco dopo ripresa da David Ricardo in Essay on the influence of a low price of corn on the profits of stock (1815) e posta al centro della sua teoria della distribuzione.
Originariamente formulata con riguardo alle risorse naturali scarse e all'interno della teoria della distribuzione, l'ipotesi di rendimenti decrescenti dei fattori è stata successivamente estesa da Johann Heinrich von Thünen (1826), Mountiford Longfield (1834) e Heinrich Mangoldt (1863) agli altri fattori. 
Furono poi Alfred Marshall (1890), John Bates Clark (1889, 1891, 1899) e Philip Wicksteed (1894) a sistematizzare e formalizzare la teoria.